# Fockmast

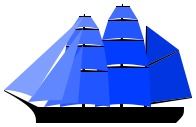
Tremastat skepp (bark) med, framifrån, fockmast, stormast, och mesanmast.

Fockmast brukar man kalla den främre masten på flermastade segelfartyg. I de fall som den förliga masten är stormast kan det även kallas fockmast.